# Газопереробні заводи родовища Марун
Газопереробні заводи родовища Марун — складові частини облаштування супергігантського нафтового родовища, розташованого в іранській провінції Хузестан.

## Загальний опис
У 1964-му почалась розробка Маруну, через вісім років з якого вже видобували 1 млн барелів на добу. Разом з такими обсягами нафти отримували багато попутного газу, який первісно повністю спалювали. Втім, уже під кінець 1960-х узялись за монетизацію зазначеного ресурсу. При цьому технологічна схема облаштування родовища створювалась під впливом наявних тоді домовленостей Ірану з міжнародними нафтовими компаніями, що працювали в країні через Іранський нафтовий консорціум. Останній мав право на реалізацію всіх видобутих рідких вуглеводнів, до яких, на думку іноземних інвесторів, належали також вилучені з попутного газу зріджені вуглеводневі гази фракції С3+. Як наслідок, на родовищі спорудили два газопереробні заводи, що займались виключно вилученням цієї фракції, після чого залишковий «легкий» газ передавався на належний іранській державі газопереробний завод Бід-Боланд, де проходив інші стадії підготовки, необхідні для подачі в газотранспортну систему країни.
Першим у 1969-му став до ладу завод, що дістав найменування NGL-400 (типове для іранської нафтогазової промисловості скорочення, де NGL означає Natural Gas Liquids, тобто «зріджені вуглеводневі гази»), який міг приймати 14,7 млн м3 на добу, з яких отримував 27,8 тисячі барелів ЗВГ та 13,6 млн м3 метан-етанової фракції. В 1971-му запустили NGL-500, де мали отримувати 7,1 тисячі барелів ЗВГ і 5,9 млн м3 залишкового газу на добу.
В 1976-му видобуток на Маруні досяг історичного максимуму — 1,34 млн барелів нафти на добу, а невдовзі існуючі потужності з вилучення гомологів метану підсилили. Так, 1978-го на майданчику NGL-400 ввели в експлуатацію другу чергу NGL-400А, здатну прийняти 7,3 млн м3 на добу та продукувати 6,1 тисяч барелів ЗВГ і 7 млн м3 залишкового газу. А наступного року стала до ладу черга NGL-500А з потужністю по прийому на рівні 4,5 млн м3 на добу та здатністю продукувати 2,9 тисяч барелів ЗВГ і 4,4 млн м3 метан-етанової фракції. Таким чином, сукупна потужність всіх названих об'єктів досягла 44 тисяч барелів ЗВГ та майже 31 млн м3 залишкового газу.
Виділену фракцію С3+ спрямовували для розділення на установку фракціонування у Бендер-Махшахрі, а з 1989-го — також на установку фракціонування Марун. В 1990-му почала роботу споруджена у комплексі з піролізним виробництвом установка фракціонування компанії Bender Imam Petrochemical, одним з джерел сировини для якої був завод NGL-400.
Станом на середину 2000-х видобуток на Маруні впав до 0,5 млн барелів нафти на добу (хоча за цим показником родовище все одно входило до трійки найбільших в Ірані). При цьому чергу NGL-400 вивели з експлуатації, а показник NGL-500 зменшився майже вдвічі — до 3,3 тисячі барелів ЗВГ та 4,4 млн м3 метан-етанової фракції на добу. Остання з метою монетизації етану тепер могла подаватись на розташований поблизу Ахвазу газопереробний завод Marun Petrochemical.
Тим часом в Бендер-Імамі реалізували проєкт ще однієї піролізної установки компанії Amir Kabir Petrochemical, частину сировини для якої становить етан. Як наслідок, виник проєкт спорудження на Маруні заводу NGL-2300, який продукував би 15 тисяч барелів фракції С2+ для подальшої відправки на завод вилучення етану в Бендер-Махшахрі. Очікували, що NGL-2300 працюватиме на ресурсі з газового резервуару Хамі, який почали вводити в розробку (до того на Маруні розробляли тільки нафтові резервуари, переважно Асмарі). Втім, станом на 2020 рік завод NGL-2300 так і не спорудили. При цьому він і далі вважається серед перспективних проєктів, хоча тепер очікується, що ресурсом для нього також буде попутний газ резервуару Асмарі родовищ Марун та Ага-Джарі.
Також можливо відзначити, що для підтримки пластового тиску на Маруні в резервуар з 1990-го закачували газ родовища Пазенан, поданий із ГПЗ NGL-1000, а до 2003-го перейшли на закачку ресурсу родовищ Агар і Далан (провінція Фарс), який спершу надходив напряму з ГПЗ Фарашбанд, а потім з установки NGL-1600, запущеної на родовищі Карандж.